# Vaccinium megaphyllum
Vaccinium megaphyllum är en ljungväxtart som beskrevs av Herman Otto Sleumer. Vaccinium megaphyllum ingår i Blåbärssläktet, och familjen ljungväxter. Utöver nominatformen finns också underarten V. m. adenophorum.